# 霍比市鎮

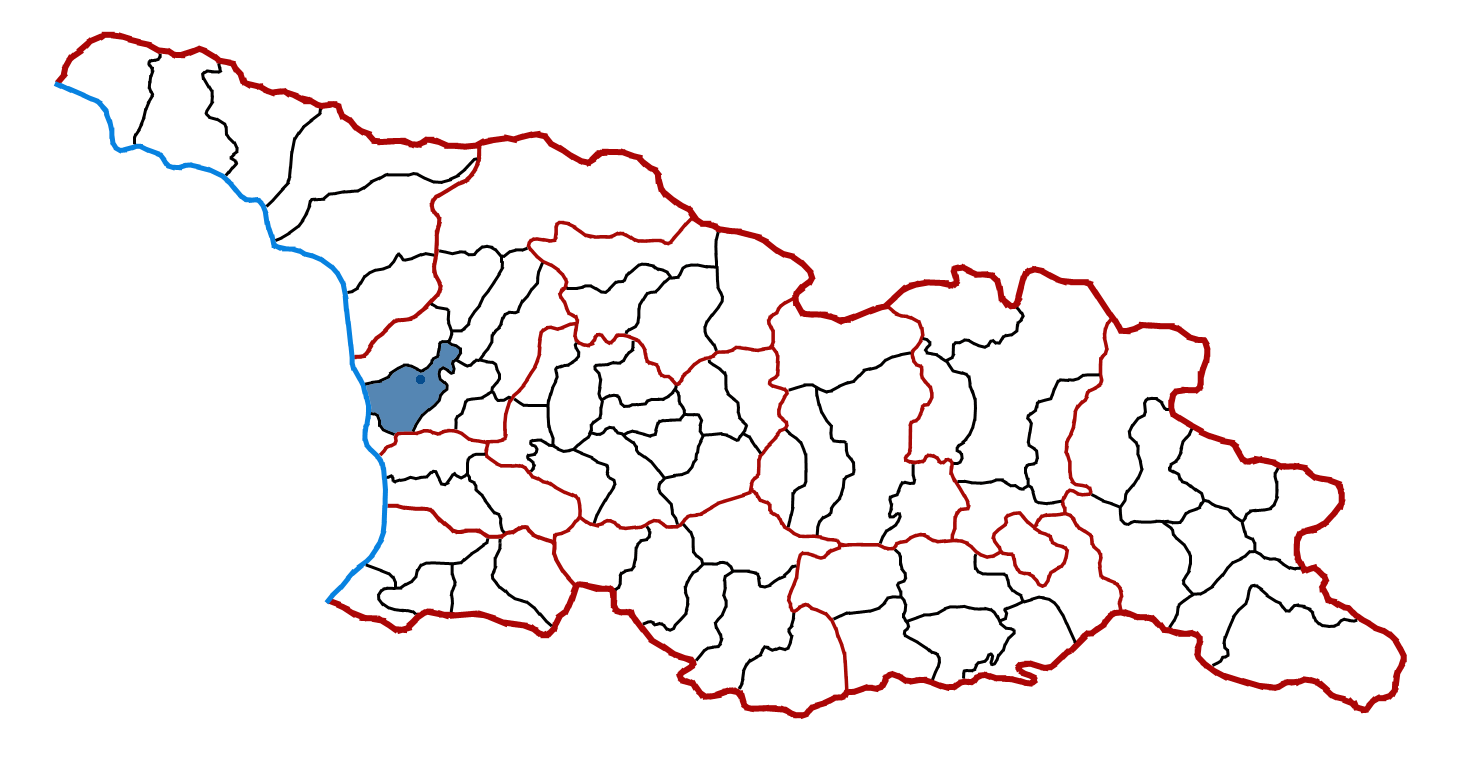

42°19′N 41°54′E / 42.317°N 41.900°E
霍比市鎮，是格魯吉亚西部拉恰-列其呼米和下斯瓦内蒂大区的市镇，行政中心为霍比。市镇面積为659平方公里，2014年人口数量为30,548人，人口密度每平方公里46人。